# 陳焜培
陳焜培（1896年—1985年），澳門著名建築師，原籍新會，出生於澳門。年青時就讀於三巴仔聖若瑟書院，畢業後從師於澳門著名的葡國設計師施利華。
1919年考入澳門工務廳成為當時最年輕的畫則師。1934年考選為澳門海陸工務廳總畫則師，成為澳門歷史上第一位考取此重職之華人，聲名大噪。在任職的三十年間，曾主持及參與設計的工程項目不勝枚舉，其中許多重要的代表作均在二十年代至三十年代初完成 。
據其生前回憶所記，二十年代由於澳門進行港口擴建工程，填築新口岸，建築業十分興旺，許多甚至是私人的工程也是委託工務廳設計。
陳焜培於1948年公職退休後，註冊成立了「焜培建築工程設計公司」。公司與佐歐治工程師（Aureliano Guterres Jorge）合作，這是由於當年建築工程入則需經結構工程師簽署之故。
五十年代初期，焜培設計公司主持設計了大量的民用和公共建築，尤其在電影院建築和別墅住宅方面。

## 作品
- 連勝馬路消防局之繪圖工作，建築物由葡萄牙建築師安德拉德（葡萄牙語：Carlos Rebello de Andrade）[參⁠ 1]，1923年竣工。
- 南灣花園及八角亭 (1926年建成)
- 澳門郵政總局，位於議事亭前地，建築物由葡萄牙建築師安德拉德設計，後來由拉菲爾（葡萄牙語：Rafael Gastão Borges）、工程師伽馬（葡萄牙語：Eugénio Sanches da Gama）及陳焜培負責接手及修改至現今版本[參⁠ 2]，於1931年落成。
- 下環街市
- 提督馬路的二區警署
- 龍嵩街司法警署加建三層樓
- 大西洋銀行總部改則等

## 外部連結
- 有關下環街市建築簡介
- 集郵書籍-《郵電局總部大樓 – 歷史、建築、功能》 （页面存档备份，存于）